# Барлінек (гміна)
Гміна Барлінек (пол. Gmina Barlinek) — місько-сільська гміна у північно-західній Польщі. Належить до Мисліборського повіту Західнопоморського воєводства.
Станом на 31 грудня 2011 у гміні проживало 19834 особи.

## Територія
Згідно з даними за 2007 рік площа гміни становила 258.77 км², у тому числі:
- орні землі: 40.00%
- ліси: 50.00%

Таким чином, площа гміни становить 21.81% площі повіту.

## Населення
Станом на 31 грудня 2011:
| Опис     | Загалом | Загалом | Чоловіки | Чоловіки | Жінки | Жінки |
| -------- | ------- | ------- | -------- | -------- | ----- | ----- |
| одиниця  | осіб    | %       | осіб     | %        | осіб  | %     |
| все      | 19834   | 100     | 9794     | 49.38    | 10040 | 50.62 |
| міське   | 14339   | 100     | 7004     | 48.85    | 7335  | 51.15 |
| сільське | 5495    | 100     | 2790     | 50.77    | 2705  | 49.23 |

## Сусідні гміни
Гміна Барлінек межує з такими гмінами: Доліце, Клодава, Ліп'яни, Мислібуж, Новоґрудек-Поморський, Пелчице, Пшелевіце, Стшельце-Краєнське.